# Bánó Endre
Bánó Endre Teddy (Budapest, 1922. április 14. – Budapest, 1992. április 15.) magyar grafikusművész, tipográfus. Bánó András újságíró, szerkesztő, műsorvezető apja.

## Élete
1940-ben az Atelier Művészeti és Tervező Műhelyiskolában folytatta tanulmányait, ahol mesterei Kolozsvári Sándor, Végh Gusztáv és Orbán Dezső voltak. Munkássága kiterjedt a tervezőgrafika legkülönbözőbb területeire, a tipográfiától az újságrajzon át az embléma- és plakáttervezésig. Gyakran dolgozott együtt Czeglédi Istvánnal és Gál Mátyással, akikkel kereskedelmi vásárok kiállításgrafikai munkáit készítette. Ő alkotta meg a Népszabadság című napilap grafikusaként az újság fejlécét. Illusztrációkat készített az Ifjúsági Könyvkiadó és a Táncsics Könyvkiadó számos ismeretterjesztő kiadványához. Több hazai és külföldi kiállításon is részt vett.
Sírja a Kozma utcai izraelita temetőben található.

## Családja
Bánó (Bleier) Béla (1880–1943) mérnök és Bakonyi Piroska (1887–1953) fia.
Apai nagyszülei Bleier Antal és Deutsch Janka, anyai nagyszülei Bakonyi Miksa (1862–1935) újságíró és Steiner Ágota (1861–1935) voltak.
Kétszer nősült. Első házastársa László Hedvig volt, László Gyula magánhivatalnok és Gerő Julianna lánya, akivel 1942. szeptember 30-án Budapesten kötött házasságot. Második felesége Lajta Edit művészettörténész volt.

## Kiállításai

### Válogatott csoportos kiállítások
- OMIT kiállításának grafikai és könyvművészeti részlege, Iparművészeti Múzeum, Budapest (1938)

### Országos plakátkiállítások
- Nemzeti Szalon, Budapest (1948)
- Ernst Múzeum, Budapest (1953)
- Nemzeti Szalon, Budapest (1956)
- Nemzeti Szalon, Budapest (1958)
- Magyar Plakát-történeti Kiállítás 1885–1960, Műcsarnok, Budapest (1960)
- Műcsarnok, Budapest (1961)
- Nemzetközi Alkalmazott Grafikai Biennálé, Brno (1968)
- Műcsarnok, Budapest (1972)
- Nemzetközi Plakátbiennálé, Varsó (1974)
- 100 politikai plakát, Szépművészeti Múzeum, Budapest (1975)
- Plakát Parnasszus I., Szent Korona Galéria, Székesfehérvár (1995)

## Díjai
- Szocialista Kultúráért érdemérem (1955)[10]
- Az év legjobb plakátja verseny nívódíja (1970)
- Munka Érdemrend arany fokozata (1981)
- Kiváló Munkáért díj (1985)